# Ківані (Іллінойс)
Ківані (англ. Kewanee) — місто (англ. city) в США, в окрузі Генрі штату Іллінойс. Населення — 12 509 осіб (2020).

## Географія
Ківані розташоване за координатами 41°14′21″ пн. ш. 89°55′32″ зх. д. / 41.23917° пн. ш. 89.92556° зх. д. (41.239087, -89.925660).  За даними Бюро перепису населення США в 2010 році місто мало площу 17,41 км², з яких 17,38 км² — суходіл та 0,03 км² — водойми.

## Демографія
Згідно з переписом 2010 року, у місті мешкало 12 916 осіб у 5188 домогосподарствах у складі 3216 родин. Густота населення становила 742 особи/км².  Було 5887 помешкань (338/км²).
Расовий склад населення:
| - 87,0 % — білих - 4,9 % — чорних або афроамериканців - 0,4 % — азіатів - 0,3 % — корінних американців - 4,8 % — осіб інших рас |

До двох чи більше рас належало 2,5 %. Частка іспаномовних становила 10,5 % від усіх жителів.
За віковим діапазоном населення розподілялося таким чином: 26,0 % — особи молодші 18 років, 57,6 % — особи у віці 18—64 років, 16,4 % — особи у віці 65 років та старші. Медіана віку мешканця становила 37,7 року. На 100 осіб жіночої статі у місті припадало 97,4 чоловіків;  на 100 жінок у віці від 18 років та старших — 90,9 чоловіків також старших 18 років.
Середній дохід на одне домашнє господарство  становив 49 527 доларів США (медіана — 38 107), а середній дохід на одну сім'ю — 60 182 долари (медіана — 48 222). Медіана доходів становила 39 276 доларів для чоловіків та 29 107 доларів для жінок. За межею бідності перебувало 18,0 % осіб, у тому числі 26,1 % дітей у віці до 18 років та 9,5 % осіб у віці 65 років та старших.
Цивільне працевлаштоване населення становило 5559 осіб. Основні галузі зайнятості: виробництво — 24,0 %, освіта, охорона здоров'я та соціальна допомога — 21,9 %, роздрібна торгівля — 12,8 %, мистецтво, розваги та відпочинок — 9,6 %.